# Shaun Maswanganyi
Phatutshedzo Maswanganyi, detto Shaun (Soweto, 1º febbraio 2001), è un velocista sudafricano, vincitore della medaglia d'argento ai Giochi olimpici di Parigi 2024 nella staffetta 4x100 metri piani.

## Progressione

### 100 metri piani
| Stagione | Misura | Luogo           | Data      | Rank. Mond. |
| -------- | ------ | --------------- | --------- | ----------- |
| 2023     | 9"91   | Austin          | 9-6-2023  |             |
| 2022     | 10"12  | Fayetteville    | 27-5-2022 |             |
| 2021     | 10"04  | College Station | 29-5-2021 |             |
| 2020     | 10"06  | Pretoria        | 14-3-2020 |             |
| 2019     | 10"35  | Abidjan         | 17-$-2019 |             |
| 2018     | 10"58  | Paarl           | 5-4-2018  |             |
| 2016     | 11"14  | Germiston       | 1-4-2016  |             |

### 200 metri piani
| Stagione | Misura | Luogo         | Data       | Rank. Mond. |
| -------- | ------ | ------------- | ---------- | ----------- |
| 2023     | 19"99  | Austin        | 7-6-2023   |             |
| 2022     | 20"26  | Eugene        | 8-6-2022   |             |
| 2021     | 20"10  | Eugene        | 26-3-2021  |             |
| 2020     | 20"50  | Pretoria      | 13-3-2020  |             |
| 2019     | 20"75  | Germiston     | 27-4-2019  |             |
| 2018     | 21"67  | Potchefstroom | 19-4-2018  |             |
| 2017     | 21"99  | Pretoria      | 27-10-2017 |             |

### 60 metri piani indoor
| Stagione | Misura | Luogo       | Data      | Rank. Mond. |
| -------- | ------ | ----------- | --------- | ----------- |
| 2022/23  | 6"56   | Albuquerque | 10-3-2023 |             |
| 2021/22  | 6"64   | Houston     | 11-2-2022 |             |
| 2020/21  | 6"58   | Houston     | 28-2-2021 |             |
| 2019/20  | 6"65   | Houston     | 18-1-2020 |             |

### 200 metri piani indoor
| Stagione | Misura | Luogo      | Data      | Rank. Mond. |
| -------- | ------ | ---------- | --------- | ----------- |
| 2022/23  | 20"79  | Birmingham | 25-2-2023 |             |
| 2021/22  | 21"13  | Birmingham | 26-2-2022 |             |
| 2020/21  | 21"10  | Houston    | 30-1-2021 |             |

## Palmarès
| Anno | Manifestazione          | Sede     | Evento      | Risultato  | Prestazione | Note                                     |
| ---- | ----------------------- | -------- | ----------- | ---------- | ----------- | ---------------------------------------- |
| 2019 | Campionati africani U20 | Abidjan  | 100 m piani | Argento    | 10"35       |                                          |
| 2019 | Campionati africani U20 | Abidjan  | 200 m piani | Oro        | 20"77       |                                          |
| 2021 | Giochi olimpici         | Tokyo    | 100 m piani | Semifinale | 10"10       |                                          |
| 2021 | Giochi olimpici         | Tokyo    | 200 m piani | Semifinale | 28"18       |                                          |
| 2021 | Giochi olimpici         | Tokyo    | 4x100 m     | Batteria   | dnf         |                                          |
| 2022 | Mondiali                | Eugene   | 200 m piani | Batteria   | 20"79       | [ 1 ]                                    |
| 2023 | Giochi universitari     | Chengdu  | 100 m piani | Argento    | 10"06       | [ 2 ]                                    |
| 2023 | Giochi universitari     | Chengdu  | 4x100 m     | Bronzo     | 38"83       |                                          |
| 2023 | Mondiali                | Budapest | 100 m piani | Batteria   | 10"21       | [ 3 ]                                    |
| 2023 | Mondiali                | Budapest | 200 m piani | Semifinale | 20"65       | [ 4 ] [ 5 ]                              |
| 2023 | Mondiali                | Budapest | 4x100 m     | Finale     | dnf         | [ 6 ] [ 7 ]                              |
| 2024 | Giochi olimpici         | Parigi   | 100 m piani | Semifinale | 10"02       | Miglior prestazione personale stagionale |
| 2024 | Giochi olimpici         | Parigi   | 200 m piani | Semifinale | 20"42       |                                          |
| 2024 | Giochi olimpici         | Parigi   | 4×100 m     | Argento    | 37"57       | Record africano                          |